# Österreichisch-osttimoresische Beziehungen
Die Staaten Österreich und Osttimor unterhalten problemlose Beziehungen.

## Geschichte

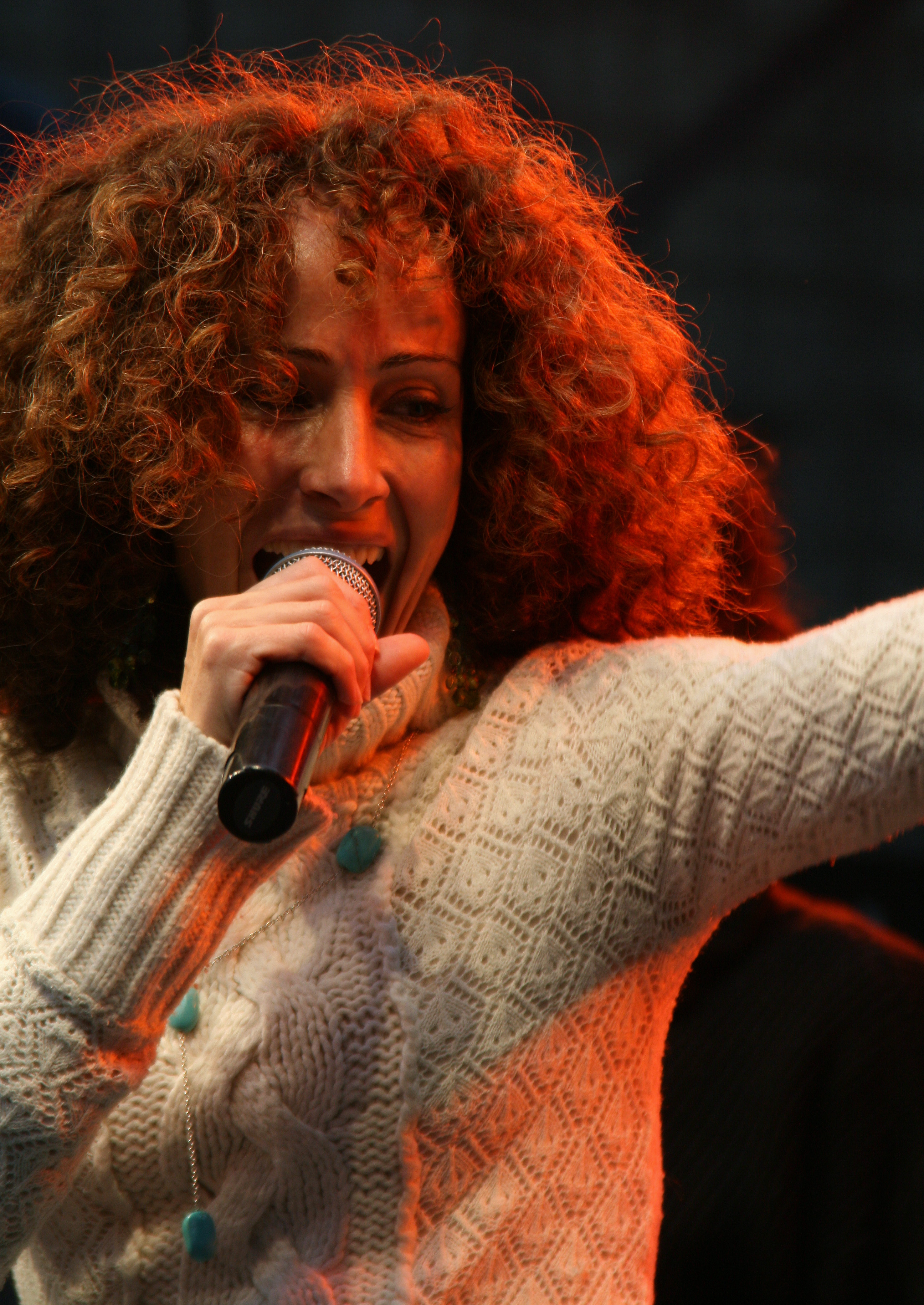
Sandra Pires (2007)

Während der indonesischen Besatzungszeit trafen sich auf der Burg Schlaining (1995) und dem Schloss Krumbach (1998) die Parteien Osttimors zu Gesprächen über die Unabhängigkeitsbestrebungen. Mit dabei waren die beiden 1996 mit dem Friedensnobelpreis ausgezeichneten José Ramos-Horta und Bischof Carlos Filipe Ximenes Belo. Im März 1997 besetzten osttimoresische Unabhängigkeitsaktivisten friedlich die Botschaft Österreichs in Jakarta, um gegen die indonesische Besatzung zu demonstrieren.
Polizeibeamte aus Österreich nahmen an der Übergangsverwaltung der Vereinten Nationen für Osttimor (UNTAET) teil.
Österreich und Osttimor nahmen am 20. September 2002 diplomatische Beziehungen auf, fünf Monate nach der Wiederherstellung der Unabhängigkeit Osttimors.
2007 startete das Österreichische Rote Kreuz gemeinsam mit dem Cruz Vermelha de Timor-Leste ein Projekt, das 3000 osttimoresische Familien mit sauberen Trinkwasser, Familienlatrinen und Hygieneschulungen versorgte. 2021 gewährte Österreich Osttimor Unterstützungen für die Opfer der Überschwemmungskatastrophe im April. Dazu gehörten Nahrungsmittel, Küchenutensilien, Hygieneartikel und Schutzmasken.

## Diplomatie

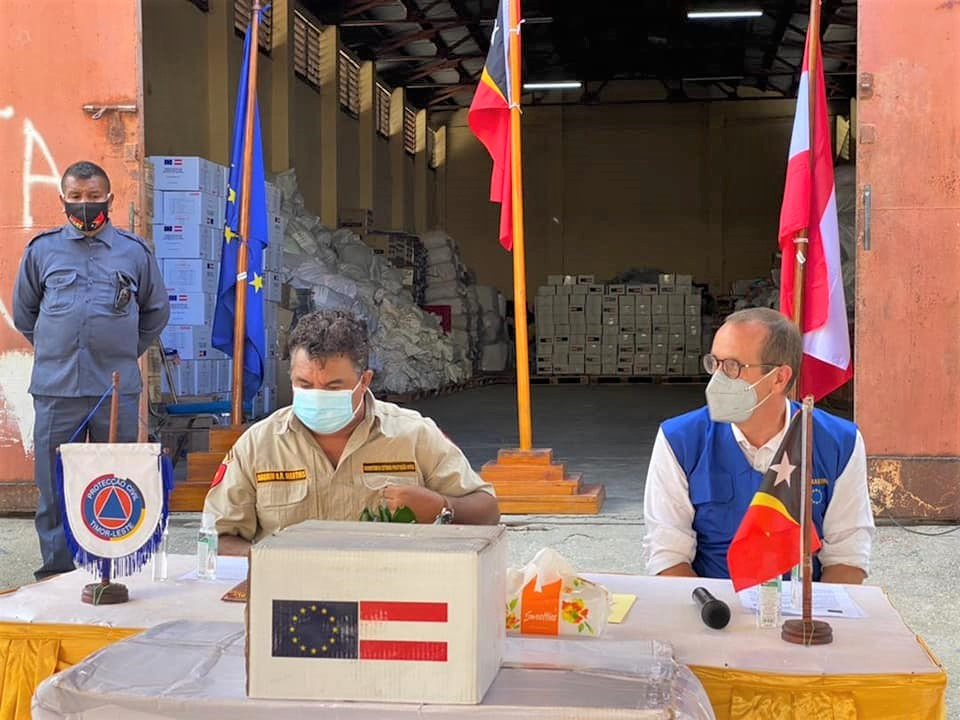
Übergabe einer österreichischen Hilfslieferung durch den Botschafter der Europäischen Union (2021)

Österreich unterhält in Osttimor keine eigene Botschaft und ist dort über die Österreichische Botschaft Jakarta in Indonesien vertreten. Vor Ort vertritt Österreich der Delegationsleiter der Europäischen Union in Osttimor.
Osttimor unterhält keine eigene Botschaft in Österreich und ist hier über seine Vertretung in Brüssel vertreten.

## Einreisebestimmungen
Staatsbürger Osttimors sind von der Visapflicht für die Europäische Union befreit. Auch Österreicher können nach Osttimor visafrei einreisen.

## Wirtschaft
Für 2016 registrierte das Statistische Amt Osttimors keine Handelsbeziehungen zwischen Osttimor und Österreich. 2018 exportierte Österreich nach Osttimor Waren im Wert von 1.809.000 US-Dollar, womit es auf Platz 19 der Herkunftsländer osttimoresischer Importe kam. Ein nennenswerter Warenverkehr von Osttimor nach Österreich wurde nicht registriert.

## Kultur
Die in Österreich lebende Sängerin Sandra Pires stammt aus Osttimor.